# 宿谷涼太郎
宿谷 涼太郎（しゅくや りょうたろう、1995年9月6日 - ）は、日本のカーリング選手。TM軽井沢所属。姉の宿谷奈苗もカーリング選手。

## 経歴
北海道出身。北海道札幌平岸高等学校、北海学園大学経営学部卒業。
2014年3月にカーリングを始め、2018年の第35回日本カーリング選手権大会では競技歴4年で優勝を果たした。
札幌国際大学大学院スポーツ指導研究科を中退し、2019年5月に発足したTM軽井沢に加入。

## チーム
| シーズン | フォース    | サード      | セカンド   | リード   | リザーブ | 備考      |
| -------- | ----------- | ----------- | ---------- | -------- | -------- | --------- |
| 2017–18  | 青木豪      | 岩井真幸(s) | 宿谷涼太郎 | 青山豊   | 似里浩志 | WMCC 2018 |
| 2018–19  | 青木豪      | 岩井真幸(s) | 宿谷涼太郎 | 荻原功暉 | 鎌田渓   | [ 8 ]     |
| 2019–20  | 両角友佑(s) | 岩井真幸    | 宿谷涼太郎 | 両角公佑 |          | [ 5 ]     |
| 2020–21  | 両角友佑(s) | 岩井真幸    | 宿谷涼太郎 | 両角公佑 |          | JCC 2021  |
| 2021-22  | 両角友佑(s) | 岩井真幸    | 宿谷涼太郎 | 両角公佑 |          | PACC 2021 |
| 2022-23  | 両角友佑(s) | 松村雄太    | 宿谷涼太郎 | 両角公佑 | 岩井真幸 | JCC 2023  |
| 2023-24  | 両角友佑(s) | 松村雄太    | 宿谷涼太郎 | 岩井真幸 |          | JCC 2024  |
| 2024-25  | 両角友佑(s) | 松村雄太    | 宿谷涼太郎 | 岩井真幸 | 両角公佑 | JCC 2025  |

(s)…スキップ

## 主な成績

### 日本代表
- 世界カーリング選手権：11位 (2018年[7])

### クラブチーム
- 日本カーリング選手権：優勝 (2018年[4])
- どうぎんカーリングクラシック：優勝 (2018年[10])
- アドヴィックスカップ：優勝 (2019年[11])